# Cetatea (Kadare)
Cetatea (în albaneză Kështjella) este un roman din 1970 al scriitorului albanez Ismail Kadare.